# 第50軍 (日本軍)
第50軍（だいごじゅうぐん）は、大日本帝国陸軍の軍の一つ。

## 沿革
第二次世界大戦末期の1945年（昭和20年）には、1月にフィリピンルソン島に、2月に硫黄島に、4月には沖縄に連合国軍が上陸、日本本土に迫るなかで、同年6月19日に編成された。

編成後ただちに第11方面軍戦闘序列に編入、青森県上北郡野辺地町に移駐。本土決戦（陸軍省コードネーム決号作戦、米軍コードネームダウンフォール作戦）に突入した場合、アメリカ合衆国陸軍を中心とする連合国軍の東北地方上陸作戦や、万が一にも北海道がソ連赤軍の手に落ちた場合に赤軍の本州進攻の上陸地点になると予想された青森県三八・上北地方および下北半島の守りに備えた。

ところが同年8月15日、第42代内閣総理大臣鈴木貫太郎がポツダム宣言を受諾して帝国陸海軍は降伏。これを受けて本軍は武装解除させられ、当初の設立目的だった本土決戦で活躍することなく、その任務を終えた。

## 軍概要

### 司令官
- 星野利元中将（陸士25期） ：1945年（昭和20年）6月10日 - 終戦

### 参謀長
- 太田公秀少将（陸士32期）：1945年（昭和20年）6月10日 - 終戦

### 最終司令部構成
- 司令官：星野利元中将
- 参謀長：太田公秀少将
- 高級参謀：中吉孚大佐
- 高級副官：中川秋二少佐

### 最終所属部隊
- 第157師団
- 第308師団
- 独立混成第95旅団：石黒岩太少将

第50軍直轄
- 独立機関銃第15大隊：石岡能武大尉
- 迫撃砲第1大隊：山内泰雄大尉
- 独立臼砲第24大隊：森下武喜少佐
- 独立工兵第84大隊：長谷部正雄大尉
- 電信第49連隊：今川広少佐